# Lijst van voetbalclubs - I
Dit is een lijst van voetbalclubs met als beginletter een I.
- FC Iberia 1999
- IFK Göteborg
- Independiente
- Independiente FBC
- Inter Bratislava
- Inter Club d'Escaldes
- Inter Miami CF
- Inter Moengotapoe
- Internazionale (voormalig Inter Milan)
- NK Inter Zaprešić
- Inverness Caledonian Thistle
- Ipswich Town
- Iraklis Saloniki
- Irtysj Pavlodar
- Istanbulspor
- Istiklol Doesjanbe
- Istra 1961
- Itegem
- Ittihad Club

A · B · C · D · E · F · G · H · I · J · K · L · M · N · O · P · Q · R · S · T · U · V · W · X · Y · Z